# Stade Nilmo-Edwards
Le stade Nilmo-Edwards est un stade construit à La Ceiba, au Honduras. Il est utilisé pour des matches de football et aussi des concerts de musique de temps en temps.
Il est le domicile des clubs CD Victoria et CD Vida. Il peut contenir 18 000 spectateurs.